# MUTV
MUTV (Manchester United Television) — платный английский спортивный телеканал, управляемый футбольным клубом «Манчестер Юнайтед». Выходит в эфир с 10 сентября 1998 года.
Телеканал предлагает подписчикам эксклюзивные интервью с игроками и персоналом клуба, полные матчи Премьер-лиги (показываются в повторе), матчи резервного состава и Академии «Манчестер Юнайтед» в прямом эфире, а также классические матчи. Кроме того, телеканал показывает все предсезонные товарищеские матчи команды.
В период с 2002 по 2004 годы в США на телеканале YES Network можно было увидеть материалы с MUTV, в том числе записи матчей.
16 ноября 2007 года ITV plc продала свой пакет акций клубу. Теперь «Манчестер Юнайтед» владеет 66,6% акций, а компании BSkyB принадлежит 33,3% акций.
С июля 2014 года MUTV перешёл на вещание в формате высокой чёткости (HD).
На MUTV работает около 60 человек. Студии телеканала находятся в центральном Манчестере, а также на стадионе «Олд Траффорд» и на тренировочном центре в Каррингтоне.
Телеканал MUTV популярен среди болельщиков клуба в Великобритании, его деятельность периодически освещается в британских СМИ.

## Комментаторы/ведущие
- Пэт Креранд
- Мэнди Генри
- Али Дуглас
- Хелен Макконелл
- Сара Стоун
- Дэвид Стоуэлл
- Марк Салливан
- Стюарт Гарднер

### Бывшие ведущие
- Алли Бегг
- Стив Боттомли
- Стив Боуэр
- Эндрю Дикман
- Мэтт Коул
- Хейли Маккуин
- Дэн О’Хоган
- Марк Пирсон
- Стюарт Пирсон
- Брайан Суонсон
- Джо Эванс
- Пол Энтони

### Специальные гости (бывшие игроки)
- Денис Ирвин
- Энди Коул
- Лу Макари
- Сэмми Макилрой
- Дэвид Мэй
- Артур Олбистон
- Гари Паллистер
- Пол Паркер